# Phaloria testacea
Phaloria testacea är en insektsart som först beskrevs av Lucien Chopard 1925.  Phaloria testacea ingår i släktet Phaloria och familjen syrsor. Inga underarter finns listade i Catalogue of Life.